# Портичи
По́ртичи (итал. Portici, неап. Puortece) — город в Италии, в регионе Кампания, подчиняется административному центру Неаполь.
Население составляет 57 777 человек (на 2004 г.), плотность населения — 14.726 чел./км². Занимает площадь 4 км². Почтовый индекс — 80055. Телефонный код — 081.
Покровителем города почитается святой Кир, врач безмездный, празднование 31 января.
Главная достопримечательность города — летний дворец неаполитанских королей, выстроенный в стиле барокко в конце 1730-х годов.